# المنظمة الهندية لأبحاث الفضاء
المنظمة الهندية لأبحاث الفضاء (بالهندية: भारतीय अन्तरिक्ष अनुसन्धान सङ्गठन)‏، (بالإنجليزية: Indian Space Research Organisation)‏، (اختصارًا: إسرو (بالهندية: इसरो)‏، (بالإنجليزية: ISRO)‏) هي وكالة الفضاء التابعة للحكومة الهندية، تتخذ من مدينة بنغالور مقرًا رئيسيًا لها. تتمثل رؤيتها في «تسخير تكنولوجيا الفضاء للتنمية الوطنية مع متابعة أبحاث علوم الفضاء واستكشاف الكواكب». تأسست اللجنة الوطنية الهندية لأبحاث الفضاء (إنكوسبر) خلال عهد رئيس الوزراء جواهر لال نهرو تحت إشراف وزارة الطاقة الذرية (دي أيه إي) في عام 1962، بناء ًعلى دعوة العالم فيكرام سارابهاي الذي أدرك أهمية أبحاث الفضاء. نمت لجنة إنكوسبر لتصبح وكالة إسرو في عام 1969، أيضًا تحت إشراف دي أيه إي. في 1972، أنشأت الحكومة الهندية لجنة للفضاء وإدارة للفضاء (دي أوه سي)، وأوكلت دي أوه سي مهمة الإشراف على إسرو. بالتالي، أضفت إزرو الطابع المؤسسي على أنشطة أبحاث الفضاء في الهند. تُدار إزرو من قبل دوس، التي تطلع رئيس الوزراء على آخر المستجدات.
قامت إسرو ببناء أول قمر صناعي هندي، «أريابهاتا»، الذي أطلقه الاتحاد السوفيتي في 19 أبريل 1975. سُمي القمر الصناعي بهذا الاسم تكريمًا لعالم الرياضيات «أريابهاتا». في عام 1980، أصبح «روهيني» أول قمر صناعي يصل إلى مداره المطلوب على متن مركبة إطلاق هندية الصنع، «إس إل في 3». قامت إزرو بعد ذلك بتطوير صاروخين آخرين: مركبة إطلاق الأقمار الصناعية القطبية (بي إس إل في) لوضع الأقمار الصناعية في مدارات قطبية ومركبة إطلاق الأقمار الصناعية المتزامنة مع الأرض (جي إس إل في) لوضع الأقمار الصناعية في مدارات ثابتة جغرافيًا. أطلقت هذه الصواريخ العديد من الأقمار الصناعية الخاصة بالاتصالات ورصد الأرض. أُطلقت أنظمة ملاحة عبر الأقمار الصناعية مثل «جاجان» و«آي آر إن إس إس». في يناير 2014، استخدمت إسرو محرك تبريد عميق محلي في إطلاق قمر «جي سات 14» الصناعي على متن صاروخ «جي إس إل في دي 5».
أطلقت إسرو مسبارًا قمريًا، «شاندرايان 1»، في 22 أكتوبر 2008، الذي اكتشف ماءً قمريًا في حالته الجليدية، ومهمة المتتبع المريخي، في 5 نوفمبر 2013، التي دخلت مدارًا حول المريخ في 24 سبتمبر 2014، ما جعل الهند أول دولة تنجح في ذلك من أول محاولة لها، وكذلك أول وكالة فضائية في آسيا تصل إلى مدار المريخ. في 18 يونيو 2016، أطلقت إسرو عشرين قمرًا صناعيًا على متن مركبة واحدة، وفي 15 فبراير 2017، أطلقت إسرو 104 قمرًا صناعيًا على متن صاروخ واحد (بّي إس إل في سي 37)، وهو رقم قياسي عالمي. في 5 يونيو 2017، أطلقت إسرو أثقل صواريخها، مركبة إطلاق الأقمار الصناعية المتزامنة مع الأرض مارك 3 (جي إس إل في إم كيه 3)، ووضعت قمر «جي سات 19» الصناعي المخصص للاتصالات في مداره المخصص. مع هذا الإطلاق، أصبحت إسرو قادرةً على إطلاق أقمار صناعية ثقيلة بكتلة 4 أطنان نحو مدار جغرافي ثابت انتقالي (جي تي أوه). في 22 يوليو 2019، أطلقت إزرو مهمتها القمرية الثانية، «شاندرايان 2»، لدراسة جيولوجيا القمر وتوزيع الماء القمري.
تشمل الخطط المستقبلية تطوير مركبة الإطلاق الموحدة، ومركبة إطلاق الأقمار الصناعية الصغيرة، وتطوير مركبة إطلاق قابلة لإعادة الاستخدام، وإطلاق رحلات فضائية بشرية، ومحطة فضائية، ومسابير فضائية بين كوكبية، ومهمة مركبة فضاء شمسية.

## مرحلة التأسيس

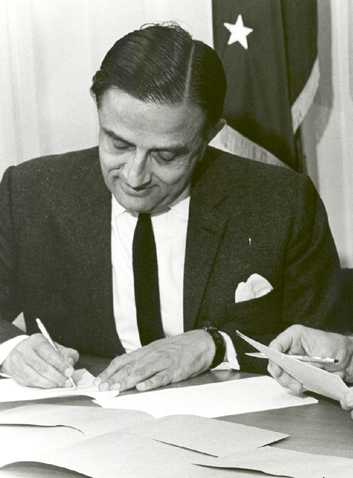
فيكرام سرابهاي الأب للبرنامج الفضائي الهندي.

يعود البحث الفضائي الحديث في الهند إلى عشرينات القرن العشرين، عندما أجرى العالم «إس. كيه. ميترا» سلسلةً من التجارب نجح فيها بسبر طبقة الغلاف الأيوني باستعمال أساليب راديوية أرضية في مدينة كلكتا. في وقت لاحق، ساهم العلماء الهنود مثل «سي في. رامان» و«ميغناد ساها» بتطوير المبادئ العلمية المُطبقة في علوم الفضاء. مع ذلك، كانت الفترة التي تلت عام 1945 هي التي شهدت تطورات مهمة في أبحاث الفضاء في الهند. قاد عالمان البحث الفضائي المنظم في الهند: «فيكرام سارابهاي» - مؤسس مختبر البحوث الفيزيائية في مدينة «أحمد آباد» - و«هومي بهابها»، الذي أسس معهد «تاتا» للبحوث الأساسية في عام 1945. اختِير المهندسون من مصانع الذخائر الهندية لتسخير معرفتهم بالوقود وعلوم المعادن المتقدمة، إذ كانت مصانع الذخائر الجهات الوحيدة المتخصصة في هذه التقنيات في ذلك الوقت.
شملت التجارب الأولية في علوم الفضاء دراسة الإشعاع الكوني، والاختبارات المرتفعة والمحمولة جوًا، والتجارب العميقة تحت الأرض في مناجم «كولار» -أحد أعمق مواقع التعدين في العالم- ودراسات الغلاف الجوي العلوي. أُجريت الدراسات في مختبرات الأبحاث والجامعات ومواقع مستقلة.
في عام 1950، تم تأسيس وزارة الطاقة الذرية ونُصب بهابها كأمين عام لها. مولت الوزارة أبحاث الفضاء في جميع أنحاء الهند. خلال هذه الفترة، استمرت الاختبارات في مجال الأرصاد الجوية والمجال المغناطيسي للأرض، وهو موضوع كان قيد الدراسة في الهند منذ إنشاء المرصد الموجود في مدينة «كولابا» في عام 1823. في عام 1954، تأسس مرصد ولاية أوتار براديش على تلال جبال الهيمالايا. وتأسس مرصد «رانجبور» في عام 1957 في الجامعة العثمانية، في مدينة «حيدر أباد». واستمرت حكومة الهند في تشجيع العامة على الانخراط في أبحاث الفضاء. في عام 1957، أطلق الاتحاد السوفيتي قمر «سبوتنك 1» الصناعي وفتح الأبواب أمام بقية العالم على إمكانية إجراء إطلاق فضائي.
تأسست اللجنة الوطنية الهندية لأبحاث الفضاء (إنكوسبر) في عام 1962.

## أهداف المنظمة
الهدف الرئيسي لمنظمة إسرو هو استغلال تكنولوجيا الفضاء وتطبيقها في المهام الوطنية المختلفة. كان برنامج الفضاء الهندي مدفوعًا برؤية فيكرام سارابهاي، الذي يُعتبر الأب الروحي لبرنامج الفضاء الهندي. وكما قال عام 1969:
«هناك من يشكك في أهمية الأنشطة الفضائية في مثل هذه الدولة النامية. بالنسبة لنا، ليس هناك غموض في هدفنا. ليس لدينا طموحات خيالية بالتنافس مع الدول المتقدمة اقتصاديًا في استكشاف القمر أو الكواكب أو إطلاق رحلات فضائية مأهولة. لكننا مقتنعون بأنه إذا أردنا أن نلعب دورًا ذي مغزى على الصعيد الوطني، وفي مجتمع الأمم، يجب أن نكون الأفضل في تطبيق التقنيات المتقدمة على المشاكل الحقيقية للإنسان والمجتمع الموجودة في بلدنا. ويجب ألا نخلط بين تطبيق التقنيات المتطورة وأساليب التحليل على مشاكلنا مع الشروع في المخططات المهووسة بالعظمة، التي يتمثل تأثيرها الأساسي في الاستعراض بدلًا من التقدم المُقاس من الناحية الاقتصادية والاجتماعية الصعبة.»- فيكرام سارابهاي
قال الرئيس السابق للهند، أبو بكر زين العابدين عبد الكلام:
«شكك العديد من الأفراد ذوي الرؤية القصيرة في أهمية الأنشطة الفضائية في دولة مستقلة حديثًا، والتي كانت تجد صعوبة في إطعام سكانها. لكن لم يكن لدى رئيس الوزراء نهرو ولا البروفيسور سارابهاي أي غموض في هدفنا. كانت رؤيتهما واضحة للغاية: إذا قُدر للهنود أن يلعبوا دورًا ذي مغزى في مجتمع الأمم، فيجب أن يكونوا الأفضل في تطبيق التقنيات المتقدمة لحل مشاكل حياتهم الحقيقية. لم يكن لديهما نية لاستخدامها كمجرد وسيلة لاستعراض قدرتنا.»- أبو بكر زين العابدين عبد الكلام
جعل التقدم الاقتصادي في الهند برنامجها الفضائي أكثر وضوحًا ونشاطًا إذ تهدف الدولة إلى تحقيق المزيد من الاستقلال في تكنولوجيا الفضاء. في عام 2008، أطلقت الهند 11 قمرًا صناعيًا، بما في ذلك 9 أقمار أجنبية، وأصبحت أول دولة تطلق عشر أقمار صناعية على متن صاروخ واحد. قامت إسرو بإطلاق نظامين رئيسيين للأقمار الصناعية: الأقمار الصناعية الوطنية الهندية (إنسات) لخدمات الاتصالات، والأقمار الصناعية التابعة للبرنامج الهندي للاستشعار عن بعد (آي آر إس) لإدارة الموارد الطبيعية.
قال عبد الكلام في يوليو 2012 أن إسرو ومنظمة البحث والتطوير الدفاعية (دي آر دي أوه) تجريان أبحاث تهدف لتطوير تقنيات لخفض تكاليف الوصول إلى الفضاء.

## تقنيات الإطلاق

مقارنة بين صواريخ المهام؛ لاحظ من اليسار إلى اليمين.

الملاحظات الجيوسياسية والاقتصادية خلال 1960 إلى 1970 أجبرت الهند على خلق برنامج الإطلاق الخاص بها. خلال الفترة الأولى (في الستينيات والسبعينيات) نجحت البلاد من تطوير نظام صاروخي الصوتي، وفي الثمانينات، الأبحاث أنتجت أداة نقل القمر الصناعي-3 وبشكل متطور أكثر أداة نقل القمر الصناعي المدعم، وفوق ذلك دعم لمهامتهما المدارية. وأبعد من ذلك فقد حققت الوكالة نجاحات في مجال التقنيات المتقدمة والناقلات الفضائية بما في ذلك تقنيات ناقلة القمر القطبي وناقلة القمر الجيوانتقالي.

## التعاونات الدولية
تتعاون الوكالة مع العديد من الدول منها:-
| - أستراليا - البرازيل - الصين - كندا - مصر - أوروبا - فرنسا - ألمانيا - المجر - إسرائيل | - إيطاليا - اليابان - كازاخستان - هولندا - النرويج - روسيا - السويد - أوكرانيا - المملكة المتحدة - الولايات المتحدة |

## وصلات خارجية
- الموقع الرسمي